# Laudemar Aguiar
Laudemar Aguiar, voluit Laudemar Gonçalves de Aguiar Neto (Niterói, 1960), is een Braziliaans diplomaat. Hij was van 2017 tot 2021 ambassadeur in Suriname.

## Biografie
Laudemar Gonçalves de Aguiar Neto trad in 1981 in diplomatieke dienst bij het Braziliaanse ministerie van Buitenlandse Zaken. Een jaar later voltooide zijn studie aan het Rio Branco-instituut, de diplomatenopleiding in Brazilië. Vervolgens diende hij op een aantal ambassades wereldwijd, waaronder in Parijs en Moskou, en voor verschillende onderdelen van het ministerie. Verder was hij secretaris tijdens de VN-conferentie inzake Duurzame Ontwikkeling (Rio+20), wat de grootste conferentie was die ooit binnen de Verenigde Naties was gehouden. In januari 2013 werd hij coördinator voor internationale betrekkingen voor de stad Rio de Janeiro. Hier bleef hij aan tot 2017.
In 2017 trad hij aan als ambassadeur in Suriname. Suriname is van belang voor Brazilië om onder meer de circa 15.000 tot 30.000 Braziliaanse gastarbeiders die er verblijven. Tijdens zijn ambt kende Suriname in 2020 de meeste technische samenwerkingsprojecten met Brazilië en was Suriname omgekeerd het op een na belangrijkste land op dit terrein voor Brazilië. Hier bleef hij ruim drie jaar aan tot zijn vertrek op 5 februari 2021. Bij zijn afscheid werd Aguiar door president Chan Santokhi onderscheiden met het Grootlint in de Ere-Orde van de Palm voor zijn bijzondere inzet en goede samenwerking.
In september 2020 werd zijn kandidatuur voor het ambassadeurschap in Iran met een overgrote meerderheid goedgekeurd.